# Teara sobrina
Teara sobrina är en fjärilsart som beskrevs av Druce. Teara sobrina ingår i släktet Teara och familjen tandspinnare. Inga underarter finns listade i Catalogue of Life.